# Maurici Serrahima i Bofill

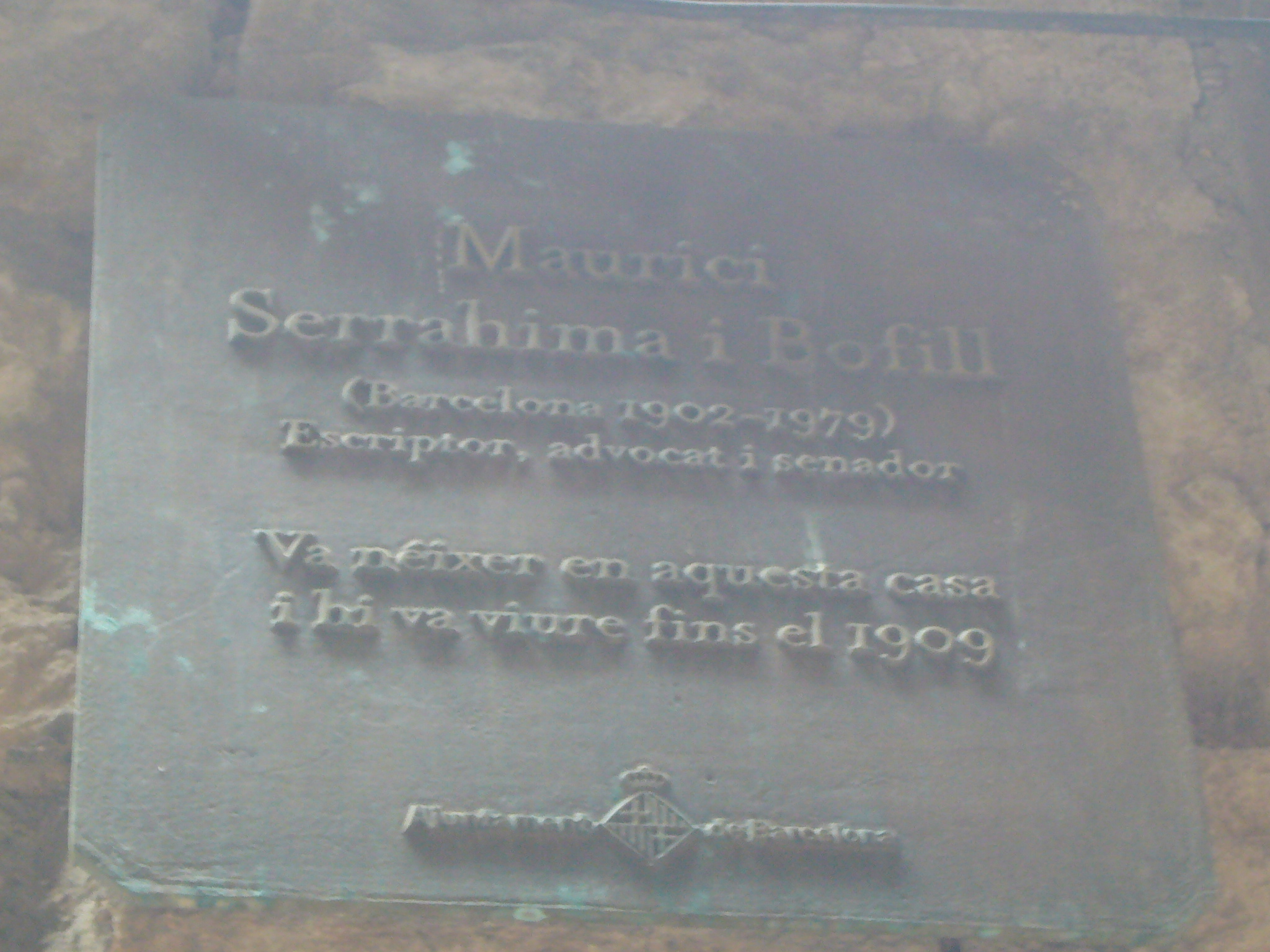
Gedenkplatte am Geburtshaus von Maurici Serrahima i Bofill (Carrer Petritxol num 3, Barcelona)

Maurici Serrahima i Bofill (* 14. Juni 1902 in Barcelona; † 8. April 1979 ebenda) war ein katalanischer Schriftsteller und Politiker. Maurici Serrahima war vor allem im kulturellen Widerstand gegen das Franco-Regime aktiv und einer der Vordenker der Nova Cançó Catalana.

## Leben und Werk
Maurici Serrahima war eines von neun Kindern des Anwaltes Lluís Serrahima i Camín und von Isabel Bofill i de Compte. Er heiratete Carme Villavecchia i Dotti und war Vater des Schriftstellers Lluís Serrahima i Villavecchia sowie zweier Töchter. Er absolvierte ein Studium der Rechtswissenschaften an der Universität Barcelona und praktizierte zunächst als Rechtsanwalt.
1929 wurde er Mitbegründer der Zeitschrift El Matí. Gleichzeitig arbeitete er für die Zeitschrift La Paraula Cristiana, wo er sich gewissermaßen selbst zum Literaturkritiker ausbildete. 1939 ging er bürgerkriegsbedingt ins Exil nach Bordeaux und kehrte 1940 nach Barcelona zurück.
Er wurde einer der Organisatoren des politischen und kulturellen Widerstandes gegen das Franco-Regime. Er schrieb für den Verlag Edicions de Negra Nit den anonym herausgegebenen Gedichtband Sonets dels temps difícils (1946). Sein intellektuelles Schaffen gliederte sich in drei Hauptbereiche: Erzählung, Essay kombiniert mit Literaturkritik und Erinnerungsarbeit.
Als Erzähler debütierte er mit El principi de Felip Lafont (1934), einem psychologischen Roman, dessen Handlungsstränge von einem Teenager ausgehen. 1940 erschien sein erster Sammelband von Kritiken Assaigs sobre la novel·la, eine Auswahl von bereits in der Presse veröffentlichten Artikeln. Zum Genre des Romans gehören die Werke Després (1951), das sich auf die Analyse einer weiblichen Figur konzentriert. Maurici Serrahima veröffentlichte auch die Erzählbände El seductor devot (1937) und Contes d’aquest temps (1955). Er entwickelte sich zu einem der wenigen katalanischen Literaturkritiker der Nachkriegszeit, was Werke wie La crisi de la ficció; quatre assaigs sobre la ficció en les arts (1965), Sobre llegir i escriure (1966) und Marcel Proust (1971) belegen. Sein Interesse am Erzählen wurde evident in Dotze mestres (1972), einem Werk über katalanische Prosaautoren und in La novel·la històrica en la literatura catalana, das er 1947 in Zusammenarbeit mit Maria Teresa Boada schrieb und das erst 1996 veröffentlicht wurde. Auch das Werk Realitat de Catalunya (1969), ein Versuch, die katalanische Realität dem spanischen Leser zu erklären, wie auch El fet de creure (1967) mit dem Thema der persönlichen religiösen Überzeugung im Sinne eines offenen, demokratischen Christentums sind beachtenswert. Abgerundet wird dieser literarische Bereich durch die biografischen Essays Joan Maragall (1966), Un advocat del segle XIX (1951, der Figur seines Großvaters gewidmet), Josep Maria Capdevila (1974) und Coneixences (1976), ein Gedenkwerk, das literarische Porträts von Schriftstellern und Politikern zusammenführt. Die Nachkriegstagebücher stellen eine der wichtigsten Quellen der katalanischen Kultur dieser Zeit dar. Seine Memòries deguerra i exili (1978 i 1980) schließen ein Werk ab, das insgesamt einen wichtigen Ausschnitt eines kollektiven Gedächtnisses aufzeigt.
Im politischen Bereich wurde Maurici Serrahima Mitbegründer und prominentes Mitglied der Demokratischen Union Kataloniens. Während des Bürgerkriegs unterstützte er in Fortführung der Arbeit von Lluís Vila zusammen mit Josep Maria Trias verfolgte Priester auf republikanischem Gebiet. Er war in engem Kontakt zu Kardinal Francesc d’Assís Vidal i Barraquer, um Projekte der Versöhnung zu fördern. Er wirkte 1961 mit seinem Sohn Lluís bei der Gründung der Nova Cançó Catalana mit. 1977 wurde er aufgrund eines königlichen Erlasses zum Senator ernannt.